# Beach volley alla XXVII Universiade
Il torneo di beach volley della XXVII Universiade si è svolto a Kazan', in Russia, dall'8 al 13 luglio 2013.

## Podi

### Uomini
| Evento                           | Oro                                         | Argento                                 | Bronzo                                       |
| Beach volley maschile (dettagli) | Polonia Michał Kądzioła Jakub Szałankiewicz | Germania Armin Dollinger Jonas Schröder | Russia Yaroslav Koshkarev Konstantin Semënov |

### Donne
| Evento                            | Oro                                          | Argento                                  | Bronzo                                          |
| Beach volley femminile (dettagli) | Russia Ekaterina Chomjakova Evgenija Ukolova | Polonia Kinga Kołosińska Monika Brzostek | Germania Julia Katharina Sude Chantal Laboureur |

## Medagliere
| Pos.   | Paese    |   |   |   | Totale |
| ------ | -------- | - | - | - | ------ |
| 1      | Polonia  | 1 | 1 | 0 | 2      |
| 2      | Russia   | 1 | 0 | 1 | 2      |
| 3      | Germania | 0 | 1 | 1 | 2      |
| Totale | Totale   | 2 | 2 | 2 | 6      |